# معهد العواصم للعلوم الصحية
معهد العواصم للعلوم الصحية تأسس عام 2005 وبُني على مساحة 6000م مربع في مدينة جدة في المملكة العربية السعودية. يقدم شهادات دبلوم متوسطة ودورات تدريبية للعاملين في القطاع الصحي، وتم إعداد مناهجه الدراسية من قِبل جامعة تشارلز داروين الأمريكية للطب والعلوم في كاليفورنيا.

## الخطة الدراسية
مدة الدراسة في معهد العواصم للعلوم الصحية سنتان ونصف، والدراسة في المعهد باللغة الإنجليزية والدراسة في المعهد دراسة نظامية، وبرامج وشهادات المعهد معتمدة ومجازة من الهيئة السعودية للتخصصات الصحية، كما أن المعهد مجاز من قبل وزارة الصحة ووزارة الخدمة المدنية. الدراسة في المعهد تتم وفق أسلوب الفصول الدراسية أو النظام الفصلي، ويشترط للقبول بالدراسة في المعهد الحصول على شهادة الثانوية العامة بتقدير جيدا على الاقل، وان تكون الشهادة الثانوية حديثة وان لا يكون قد مر عليها أكثر من خمسة اعوام، وبعض التخصصات يشترط الحصول على الثانوية العامة المساق العلمي فقط أو اجتياز برامج الدورة التاهلية المعتمدة من الهيئة السعودية للتخصصات الصحية وان لا يمر عليها أكثر من عام واحد فقط، كما أن المعهد يقدم دورات تدريبية في مختلف التصصات الصحية للكوادر الصحية والإدارية بالقطاع الصحي. وحاليا ليس للمعهد أي فروع في أي منطقة من مناطق المملكة والمقر الرئيسي له بجدة.

## برامج الدبلومات
يقدم المعهد عدد من الدبلومات منها
1. دبلوم تقنية الهندسة الطبية.
2. دبلوم إدارة نظم المعلومات الطبية.
3. دبلوم الموجات الصوتية.[1]

## وصلة خارجية
- الموقع على الويب